# Jeltje van Nieuwenhoven
Jeltje van Nieuwenhoven (Noordwolde, 2 augustus 1943) is een Nederlandse voormalige politica. Ze zat van 1981 tot 2004 in de Tweede Kamer der Staten-Generaal namens de Partij van de Arbeid (PvdA). Tussen 1998 en 2002 was ze voorzitter van de Tweede Kamer, als eerste vrouw in de Nederlandse geschiedenis. In 2004 verliet Van Nieuwenhoven de Kamer om gedeputeerde te worden van de provincie Zuid-Holland. Tussen 2010 en 2018 was ze lid van de gemeenteraad in Den Haag.

## Voor de landelijke politiek
Van Nieuwenhoven werd geboren in Noordwolde, gemeente Weststellingwerf (Friesland). Na de Mulo volgde ze een opleiding tot bibliothecaresse. Dit vak oefende ze uit tussen 1960 en 1979. Eerst voor de plaatselijke bibliotheek in Wolvega en de Provinciale Bibliotheek van Friesland, maar in 1966 ging ze werken bij het Kunsthistorisch Instituut van de Rijksuniversiteit Utrecht. I Inmiddels was ze lid geworden van de PvdA en vervulde ze binnen deze partij verschillende functies, waaronder gemeenteraadslid en wethouder in de gemeente Vinkeveen en Waverveen (in 1989 opgegaan in De Ronde Venen).

## Tweede Kamerlid

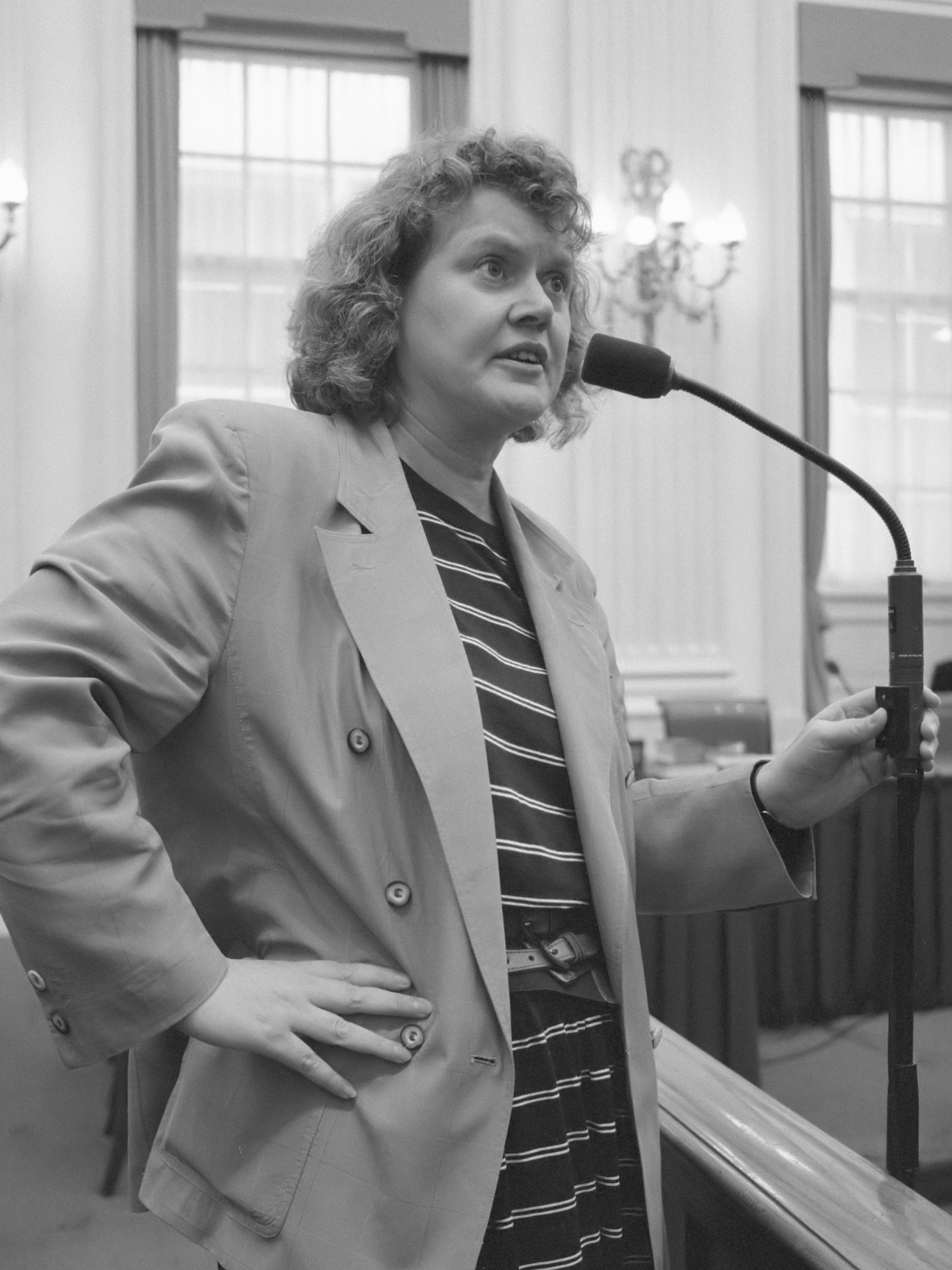
Van Nieuwenhoven in de Tweede Kamer (1989)

Op 15 september 1981 werd ze gekozen als lid van de Tweede Kamer. Op een korte onderbreking in 1982/1983 na is ze continu Tweede Kamerlid geweest. In de Tweede Kamer hield Van Nieuwenhoven zich bezig met kunst, cultuur en internationaal cultuurbeleid. Ook was zij voorzitter van de vaste commissie voor Nederlands-Antilliaanse en Arubaanse zaken.
Tussen 1998 en 2002 was ze voorzitter van de Tweede Kamer, als eerste vrouw in de Nederlandse geschiedenis. In Het jaar van Fortuyn werd ze geportretteerd door Betty Schuurman. Na de verkiezingsnederlaag van de PvdA in 2002 werd ze fractievoorzitter van de PvdA: hierop legde ze het voorzitterschap van de Tweede Kamer neer. In 2002 werd ze door Wouter Bos verslagen in een intern referendum over het lijsttrekkerschap voor de verkiezingen van 2003. Ze werd vervolgens vicefractievoorzitter.
De Spaanse koning benoemde haar tot Grootkruis in de Orde van Isabella de Katholieke.

## Gedeputeerde
Eind oktober 2004 verliet Jeltje van Nieuwenhoven de Tweede Kamer. Een dag later werd ze geïnstalleerd als lid van gedeputeerde Staten van Zuid-Holland. Op het PvdA-congres van 29 januari 2005 werd ze onderscheiden met de Gouden Speld van de partij, die eerder alleen was uitgereikt aan Joop den Uyl en Max van der Stoel. Op 15 maart 2006 maakte ze bekend per direct haar functie als gedeputeerde neer te leggen, op advies van doktoren. Ze kampte met een te hoge bloeddruk en oververmoeidheid. Op 30 juli 2006 was zij te gast in het bekende VPRO-programma Zomergasten.

## Bestuur
Van Nieuwenhoven was vanaf 1 oktober 2006 OV-ambassadeur, een functie voor twee dagen per week ingesteld door het ministerie van Verkeer en Waterstaat met als taak conflictbemiddeling tussen verschillende partijen in het openbaar vervoer. In 2008 werd bekend dat zij die functie nog eens voor twee jaar mocht bekleden. Op 19 oktober 2010 bood ze haar eindrapport aan.
In 2007 was Van Nieuwenhoven voorzitter van de commissie die de Canon van de Nederlandse film opstelde.

## Raadslid
In 2009 versloeg Van Nieuwenhoven Marnix Norder in een verkiezing voor het lijsttrekkerschap van de PvdA bij de gemeenteraadsverkiezingen 2010 in Den Haag. In maart 2010 werd ze gekozen als gemeenteraadslid. Ze was tevens voorzitter van de PvdA-fractie. Bij de gemeenteraadsverkiezingen in 2018 stond ze op een onverkiesbare 26e plaats. Ze nam daarmee afscheid van een 40-jarige politieke carrière.